# Stora stöten

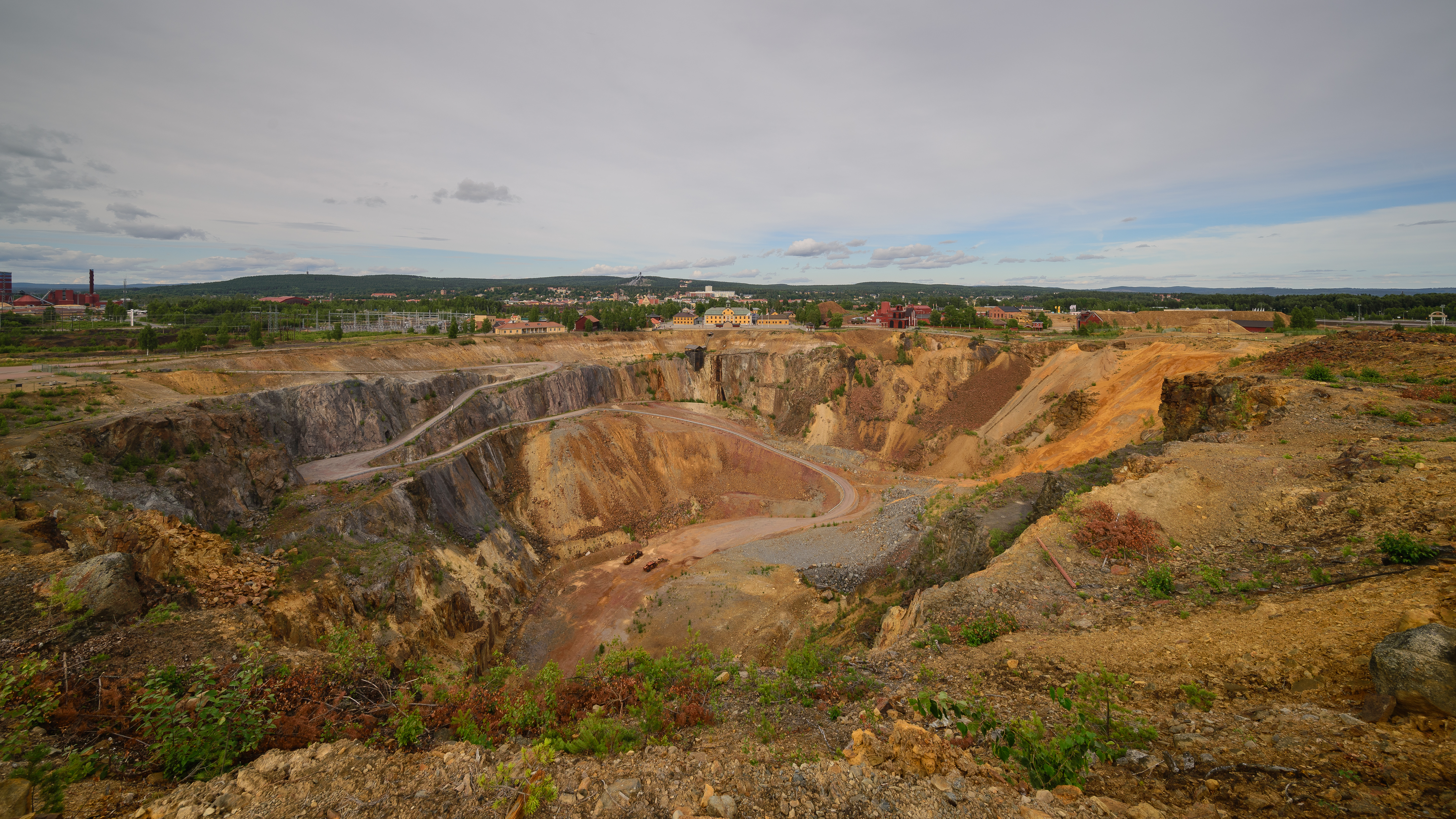
Stora Stöten 2007

Stora stöten kallas det jättelika hål som bildades när delar av Falu koppargruva rasade samman 25 juni 1687. Orsaken till raset var den intensiva brytningen och planlösa drivningen av orter.
Hålet är numera (siffror från 1995) 300–400 meter i diameter och knappt 100 meter djupt. Mirakulöst nog omkom ingen i raset eftersom det inträffade på midsommardagen, då alla gruvarbetare var lediga.
Stora stöten är avbildat på ett frimärke i serien I Dalom från 1973.